# Lennart Jonsson
Helge Lennart Jonsson, född 11 juni 1933 i Misterhults församling i Kalmar län, död 1 september 2023 i Badelunda distrikt i Västerås, var en svensk kortdistanslöpare.
Jonsson vann SM på 400 m 1959, och tävlade för Bromma IF.